# Meunet-Planches
Meunet-Planches is een gemeente in het Franse departement Indre (regio Centre-Val de Loire) en telt 140 inwoners (1999). De plaats maakt deel uit van het arrondissement Issoudun.

## Geografie
De oppervlakte van Meunet-Planches bedraagt 27,5 km², de bevolkingsdichtheid is 5,1 inwoners per km².
De onderstaande kaart toont de ligging van Meunet-Planches met de belangrijkste infrastructuur en aangrenzende gemeenten.

## Demografie
Onderstaande figuur toont het verloop van het inwonertal (bron: INSEE-tellingen).